# Festival de Cinema Mut de Pordenone
El Festival de Cinema Mut de Pordenone (Le Giornate del Cinema Muto) és un festival de cinema mut celebrat cada any a principis d'octubre en Pordenone, una ciutat italiana del nord-est. És el primer, el major i més important festival internacional dedicat exclusivament al cinema mut. Està organitzat per la Cineteca del Friuli.

## Història i desenvolupament
El festival va començar en 1982 quan estudiants i membres d'un club de cinema van presentar una retrospectiva de 3 dies de les pel·lícules del còmic francès Max Linder. El grup d'organitzadors dels primers anys incloïa a, Lorenzo Codelli, Piero Colussi, Andrea Crozzoli, Luciano De Giusti, Livio Jacob, Carlo Montanaro, Piera Patat, Mario Quargnolo, Davide Turconi i Paolo Cherchi Usai. Des d'aquesta primera edició, a la qual van acudir només 8 visitants de fora de la regió, ha esdevingut en un festival de 8 dies amb la participació de 900 assistents registrats que veuen pel·lícules des de les 9 del matí fins a la mitjanit. En un any normal, el festival mostra al voltant de 200 pel·lícules proveïdes per 40 o més ﬁlmotecas internacionals i col·leccionistes privats. En un any extraordinari, com el 100è aniversari del cinema —1995— el festival va mostrar 600 pel·lícules. Les pel·lícules es projecten en una pantalla enorme amb projectors capaços de qualsevol ajust d'obturador, de velocitat i d'obertura de màscara. La gran majoria de les pel·lícules es presenten amb música en viu.

## Música
La major part de les més de 90 hores de música requerida cada any està a càrrec d'un cos de pianistes internacionals format per Neil Brand, Günther Buchwald, Phil Carli, Antonio Coppola, Stephen Horne, Donald Sosin, John Sweeney y Gabriel Thibaudeau. En general, cada pel·lícula s'acompanya de la improvisació d'un piano. A vegades, el pianista toca sense haver vist la pel·lícula abans. En altres ocasions es presenten arranjaments musicals propis de l'època del film, actuals o experimentals, tal vegada amb l'ajuda de músics addicionals com el multi-instrumentista Romano Todesco o el percussionista Frank Bockius.
La forma adequada per a l'acompanyament musical del cinema mut és una discussió perenne en el festival. Almenys, els pianistes habituals semblen estar d'acord en aquests principis:
- 1r Música en viu és millor que la música gravada perquè transforma l'estrena en un espectacle únic i emocionant. També el músic pot ajustar l'execució a l'estat d'ànim de l'audiència.[10]
- 2n La música ha de funcionar com un pont que connecta l'audiència moderna amb l'antiga pel·lícula. Es pot tendir un pont sobre les llacunes del gust, la història, la moral, la moda i els costums, per a ajudar a l'audiència moderna a no riure's del melodrama i mirar en silenci una comèdia.[9]
- 3r La música ha de donar suport a la pel·lícula seguint els millors desitjos del director ja que el músic pot intuir-los. (La pel·lícula no ha de ser només una decoració escènica per una actuació musical.)[11]
- 4t Els sons diegéticos (efectes sonors relacionats directament amb sons suggerits per la pel·lícula) han d'utilitzar-se amb moderació i cura. La missió del músic no és transformar la pel·lícula muda en una pel·lícula sonora.[9]

A més de l'acompanyament dels pianistes, el festival presenta diversos espectacles nocturns amb orquestres, petits grups o grans solistes que interpreten la música especíﬁcamente composta per a les pel·lícules mudes. Actuacions notables han inclòs execucions de composicions de Neil Brand, Günter Buchwald, John Cale, Philip Carli, Yves de la Casinière, Charles Chaplin, Antonio Coppola, Carl Davis, John M. Davis, John Lanchbery, Paul Lewis, Wim Mertens, Maud Nelissen, Betty Olivero, Horacio Salinas, Dmitri Xostakóvitx, Jeffrey Silverman, Giovanni Spinelli i Kensaku Tanikawa. Entre els directors d'orquestra hi ha Gillian B. Anderson, Timothy Brock, Carl Davis, Mark Fitz-Gerald, Hugh Munro Neely y Maud Nelissen amb els artistes de FVG Mitteleuropa Orchestra, Orchestra San Marco di Pordenone, European Silent Screen Virtuosi, The Ukulele Orchestra of Great Britain, Orchestra Sinfonica del Friuli Venezia Giulia, l'Octuor de France, The Prima Vista Social Club, The Alloy Orchestra i també els solistes Michael Nyman i Giuni Russo.

## Publicació
Després del festival, el catàleg anual bilingüe italià/anglès de les pel·lícules és útil com una obra de referència —a vegades l'única referència— de les pel·lícules que han estat oblidades per més de 100 anys. De la mateixa manera, la majoria de les grans retrospectives del festival estan acompanyades per publicacions que es converteixen en textos essencials per a l'estudi del cinema mut. Una selecció d'exemples destacats inclou The Grifﬁth Project (12 volums descriuen més de 600 pel·lícules per D. W. Grifﬁth); Walt Disney's Silly Symphonies; Dziga Vertov and the Twenties; Edison Motion Pictures, 1890-1900; Incunabula of the Motion Picture, 1420- 1896; Silent Cinema in l'Índia, 1912-1934; The Silent Films of Walt Disney; Georges Méliès Filmmaker and Magician; German Cinema, 1895-1920; Russian Films, 1908-1919; Le origini del cinema in Scandinavia, etc.

## Educació
El 1999, le Giornate va iniciar el Collegium Sacilense, un projecte d'educació informal que dona dotze beques a estudiants internacionals. El Collegium Sacilence els dona "l'oportunitat de conèixer i aprendre d'experts en Història del cinema i conservació de pel·lícules". L'objectiu és "contribuir a la formació d'una nova generació —missioners per al pròxim segle i el tercer mil·lenni— equipada per a continuar el treball de promoció de la comprensió de l'herència cultural única de la imatge en moviment".
En 2003, le Giornate va començar l'Escola de Música i Imatge, una setmana de formació per a pianistes que culmina en una actuació pública durant els últims dies del festival. Aquestes classes magistrals poden ser observats pels assistents registrats del festival.
Finalment, en 2007 el festival i l'associació de cinema Cinemazero van introduir un programa per a nens de les escoles de Pordenone anomenat “Colpejar una nota”. Cada any, després del curs, els escolars componen música per a dues pel·lícules mudes. La recompensa pel seu ardu treball és executar-la enfront dels seus pares i el públic internacional del festival.

## Programació
En la llista següent, les grans retrospectives són les primeres i les següents són seleccions d'altres presentacions. El festival va començar mostrant retrospectives múltiples en 1992 Les obres completes de D. W. Griffith es mostraren en el transcurs dels anys 1997 a 2008.
- 1982: Retrospectiva de Max Linder; comèdies d'André Deed (Cretinetti), Ferdinand Guillaume (Polidor) i Charles Chaplin.
- 1983: Retrospectiva de Mack Sennett; Christus, Unknown Chaplin.
- 1984: Retrospectiva de Thomas H. Ince; Metrópolis, Nosferatu.
- 1985: Retrospectiva de cómics muts italians; espectacle de llanterna màgica, Consuelita, Der Letzte Mann, The Docks of New York, Queen Kelley,  A Woman of Paris, Beggars of Life.
- 1986: Retrospectiva de los pioners del cinems escandinau; An Unseen Enemy, The Wind.
- 1987: Retrospectiva de Vitagraph; Roscoe Arbuckle, Gloria Transita, La gran desfilada, Lady Windermere's Fan.
- 1988: Retrospectiva del camí a Hollywood, 1911-1920; cinema mut iugoslau, Tabu, Traffic in Souls, Way Down East, Hell Bent.
- 1989: Retrospectiva de les pel·lícules russes 1908-1919; Regeneration, City Lights.
- 1990: Retrospectiva de cinema alemany 1895-1920; Intolerance: Love's Struggle Throughout the Ages, Hands Up, Thais, Wenn Vier Dasselbe Tun.
- 1991: Retrospectiva del llegat de Cecil B. De Mille; Carmen, Joan the Woman, The Cheat, Miss Lulu Bett, The King of Kings, The Strong Man.
- 1992: Retrospectives de les pel·lícules de la Companyia Eclair, les pel·lícules mudes de Walt Disney, Frank Borzage, La Komiya Col·lecció de Tòquio; Seventh Heaven (1927), Cenere, Gardiens de Phare, Mary Pickford, Mabel Normand, Oliver Hardy.
- 1993: Retrospectives que va succeir en 1913, El cinema mut a Austràlia i Nova Zelanda, Rex Ingram, Charley Chase; La Femme de Nulle Part, Monte-Christo, Lliris trencats.
- 1994: Retrospectives de comediants estatunidencs oblidats, Monta Bell & William Wyler, cinema mut a l'Índia 1913-1934, La Cineteca Nazionale (Itàlia) presenta; Lonesome, Hell's Heroes, The Unknown.
- 1995: Retrospectives de cinema xinès 1922-1938, Max i Dave Fleischer, Henry King, Israel abans que Israel, La Cinemateca francesa presenta, L'Alan Roberts Colección de l'Arxiu Cinematogràfic de Nova Zelanda; Un gran espectacle de llanterna màgica i fantasmagoria, L'home de la càmera (Chelovek s kinoapparátom), Les Beautés de Québec, Als Ich Tot War, La quimera de l'or.
- 1996: Retrospectives de pel·lícules soviètiques 1918-1924, Herbert Brenon, Gregory La Cava animador, dinamisme Magyar, arxiu UCLA presenta; Peter Pan, La Tomba Índia (Das Indische Grabmal), Beau Geste.
- 1997: Retrospectives de la companyia Edison 1890-1900, Maurice Elvey, Münchner Filmmuseum selecciona, homenatge a Alberto Cavalcanti, cent anys de boxa al cinema, Projecte Griffith (abans de 1909); El naixement d'una nació, El món perdut (The Lost World), The Jazz Singer.
- 1998: Retrospectives de la companyia Fox, Gabriele D'Annunzio, pel·lícules d'i sobre Escòcia; Projecte Griffith (1909), The Iron Horse, La vaga.
- 1999: Retrospectives de cinema nòrdic a través la dècada 20, Alfred Hitchcock, Erich von Stroheim; Juha, The Kid Brother.
- 2000: Retrospectives de Louis Feuillade, cinema avantguardista alemany dels 20, Walter Lantz, El món en 1900, Les meravelles de la Biograph; Speedy, Walther Ruttmann.
- 2001: Retrospectives de cinema mut japonès, 0scar Michaeux, Mitchell & Kenyon; Napoléon d'Abel Gance, Finis Terræ, Was ist els im Zirkus Beely?, East Side, West Side, Un monstre (Orochi), Una pàgina de la bogeria (Kurutta Ippeiji).
- 2002: Retrospectives de senyores gracioses, l'avantguarda italiana, cinema mut suïssos, Jenö Janovics, Lucio D’Ambra, la col·lecció Desmet.
- 2003: Retrospectives de Merian C. Cooper e Ernest B. Schoedsack, Ivan Mosjoukine, cinema mut tailandès, germans Manaki, principis de cinema i vol; Visages d'enfants, Napoli che canta.
- 2004: Retrospectives de Dziga Vértov, cinema britànic dels anys 20, cinema de Fort Lee, El maquinista de la General, Tillie's Punctured Romance, El llegat tenebrós.
- 2005: Retrospectives del cinema japonès, André Antoine, el món romàntic de Elinor Glyn, Baby Peggy i Jackie Coogan; Au Bonheur des dames de Julien Duvivier, Flesh and the Devil de Clarence Brown, The Scarlet Letter de Victor Sjöström, Jerry the Tyke
- 2006: Retrospectives de Silly Symphonies de Walt Disney, pel·lícules de la companyia Nordisk Films, Cabiria de Giovanni Pastroni, Thomas H. Ince, màgia i cinema; Way Down East, True Heart Susie, Safety Last!, L'hússar de la mort, Klovnen, The Battle of the Somme, Die Austernprinzessin.
- 2007: Retrospectives de l'altre Weimar, René Clair, Ladislas Starewitch, Filmoteca Nacional Hongaresa, Nederlands Filmmuseum, cinema americans promocionals; Orphans of the Storm, Entr'acte, À propos de Nice, recreacions cinematogràfiques de Garibaldi, Die Büchse der Pandora, Paris qui dort, Un chapeau de paille d'Italie, Chicago.
- 2008: Retrospectives de les comèdies franceses 1915-1929, Aleksandr Xiriaev, Hollywood del riu Hudson, pel·lícules mudes de W. C. Fields, pel·lícula com a història: el terratrèmol de Messina i la primera guerra mundial; Sparrows, Les Nouveaux messieurs, Gribiche, Bardelys the Magnificent, La Roue.
- 2009: Retrospectives de la companyia Albatros, cineteca de yugoslavia, dives del cinema mut, Sherlock i altres detectius; The Merry Widow d'Erich Von Stroheim, J'Accuse d'Abel Gance, Carmen, Der Golem, wie er in die Welt kam.
- 2010: Retrospectives dels tres mestres de la companyia Shochiku (Shimazu, Shimizu, Ushihara), tres carreres soviètiques (Room, Kalatozov, Push), pallassos francesos 1907-1914; The Navigator, Le Miracle des Loups, Febre d'Escacs (Xakhmatnaia Goriatxka), Wings, El cuirassat Potemkin (Bronenósets Potiemkin), Drifters, Robin Hood, Haevnens Nat.
- 2011: Retrospectives de Dmitri Xostakóvitx i la Fàbrica de l'Actor Excèntric (FEKS), cinema italià retrospectiva i descobriment, cinema de Geòrgia, pel·lícules europees de Mihály Kertész (Michael Curtiz), pel·lícules expedició a l'Antàrtida; The White Shadow, Novi Vavilon, The Wind, The Circus, Easy Street, The Electric House, L'abric (Shinel), Sud (South), Flor de Capritx (Mantrap), Asfalt (Asphalt).
- 2012: Retrospectives de Charles Dickens al cinema mut, el cinema mut d'Anna Sten, la companyia Selig Polyscope, animació de cinema alemany, els contes de W. W. Jacobs; La Passion de Jeanne d'Arc, A Woman of Affairs, The Patsy, The Goose Woman, Die Freudlose Gasse, The Girl with a Hatbox.
- 2013: Too Much Johnson, la primera pel·lícula dirigida per Orson Welles, i la primera aparició de Joseph Cotten a la pantalla. La pel·lícula, durant molt de temps pensada perduda, va ser descoberta en un magatzem del mateix Pordenone.
- 2014: The Eternal City, fragment redescobert de la pel·lícula de 1923 dirigida per George Fitzmaurice.